# Милован Маринковић
Милован Маринковић је био српски политичар за време Краљевине Србије крајем 19. и почетком 20. века. Био је три мандата градоначелника Београда између 1891. и 1902.

## Први мандат градоначелника Београда

### Избори за градоначелника 1891
Управни одбор београдске општине је 15. априла 1881. донео одлуку да се избори за градоначелника општине одрже 5. маја, пошто је претходни градоначелник Никола Пашић, постао председник Владе Србије, тиме напустивши функцију. Избори за градоначелника Београда расписани су за 19. мај 1891. године. Милован Маринковић, директор и професор из Београда, изабран је за градоначелника општине након што је добио 91,7 % гласова (785 гласова), док је његов противкандидат Драгутин Илић добио само 8,3% гласова (71 глас). Маринковићев избор за градоначелника потврдио је Општински суд града Београда 23. маја 1891. године. Маринковић, положио је заклетву и ступио на дужност на ванредној седници београдског одбора 23. маја 1891.

### Свечано отварање прве трамвајске линије у Београду
Под руководством градоначелника Маринковића, Београд је 14. октобра 1892. године отворио прву трамвајску линију, која је ишла од Калемегдана до Славије и била је на коњски погон. Маринковић је, у пратњи чланова своје управе, био међу првим путницима на овом историјском путовању. Трамвај је кренуо у 11.00 часова ка Теразијама, где су се хиљаде грађана окупиле да присуствују догађају.